# Буркот, Диана Юрьевна
Диана Юрьевна Буркот (род. 16 марта 1985 года, Люберцы, СССР) — российская художница и музыкант, активистка, известная по сольному проекту Rosemary Loves a Blackberry, а также в составе московской альтернативной группы Фанни Каплан (2012—2017) и как участница феминистской панк-группы Pussy Riot. В составе последней участвовала в акции 21 февраля 2012 года в храме Христа Спасителя, оставшись единственной из участниц группы, сохранившей анонимность вплоть до окончания срока давности по уголовному делу.

## Биография
Родилась в Люберцах 16 марта 1985 года. В 2003 году поступила в Московский колледж импровизационной музыки по классу ударных инструментов, который окончила в 2008. Во время учёбы там начала играть в своей первой группе — Banana Princess. После её распада продолжает музыкальную карьеру играя в коллективах Little god, Pripoy.
В 2011 году попадает в арт-группу Pussy Riot и участвует в различных акциях, включая и панк-молебен «Богородица, Путина прогони!» прошедший 21 февраля 2012 года в храме Христа Спасителя (оставшись единственной не пойманной из четырёх выступающих), повлекший за собой общественный резонанс и возбуждение уголовного дела. В конце 2012 года поступает в Московскую школу фотографии и мультимедиа имени Родченко, где училась на программе мультимедиа-арт и видеоарта (группа «Видео и инсталляция») до 2015 года. Тогда же, в 2012 году, вместе с сестрами Люсей и Кариной Казарян, организовывает группу «Фанни Каплан», в составе которой на протяжении последующих пяти лет ведёт активную концертную деятельность и выпускает два альбома.
После роспуска «Фанни Каплан» в мае 2017 года, каждая из участниц запустила собственный сольный проект. Диана взяла себе сценический псевдоним «Rosemary Loves a Blackberry», и продолжила свое творчество в русле эклектической электронной музыки. Продолжила участвовать в ряде музыкальных и видео-арт коллабораций, в том же году выпускает клип «Purr» под новым сценическим именем, а к середине года готовит к выходу свой дебютный сольный альбом, стилизуя его название символом «❤️». Релиз состоялся 11 августа того же года на независимом британском лейбле «Anti-Ghost Moon Ray». А в конце октября выходит EP «5» состоящий из трех треков, на каждый из которых был снят клип.
5 мая 2018 года альбом «❤️» был расширен и издан на кассетах лейблом «Go Tape». 1 июля на нидерландском лейбле Smikkelbaard выходит второй сольный альбом Дианы «snowfake». А 9 августа в музее современного искусства «Гараж» в рамках программы «голос как стратегия», проходит его презентация, на которой также показываются и фрагменты ещё безымянного видео-арт проекта, впоследствии оформившегося в цикл новелл-перфомансов под названием «Кровью и потом». Впоследствии «snowfake» также как и дебютный альбом будет переиздан на аудиокассетах. В составе блэк-метал группы Wardra, где играла на барабанах, в этом же году выпускает альбом «Ancestor Of The New World».
В 2020 году на ограниченном ряде площадок выходит третий полновесный альбом rosemary loves a blackberry — «wierdberry» и клипы к композициям с него: «выжигай!», «что такое красота?», «лето», а также ряд видеозарисовок. В январе 2021 года выходит расширенная версии альбома под названием «weirdberry ext.», включающий в себя помимо восьми композиций оригинального релиза, ещё и кавер-версии на песни «Истерика» Агаты Кристи и «Художник, что рисует дождь» Анжелики Варум. В таком расширенном виде альбом получает пресс-релиз на сайте The Blueprint и полноценный релиз на музыкальных площадках.
18 февраля 2022 году на независимом лейбле Detroit Underground Буркот выпускает свой четвёртый студийный альбом «+4», треклист которого состоит из «обновленных» песен с предыдущих альбомов, полностью перезаписанных с использованием живых инструментов. Специально для этого был собран квартет, что и отразилось в названии пластинки. После вторжения России на Украину эмигрировала за рубеж, где осела в Исландии и гастролирует в составе Pussy Riot с концертной программой «Riot Days».
18 сентября 2024 года МВД объявило в розыск нескольких участниц Pussy Riot, в том числе и Диану Буркот. По информации ТАСС дело в их отношении может быть заведено по статье, касающейся финансирования терроризма.

## Политический активизм

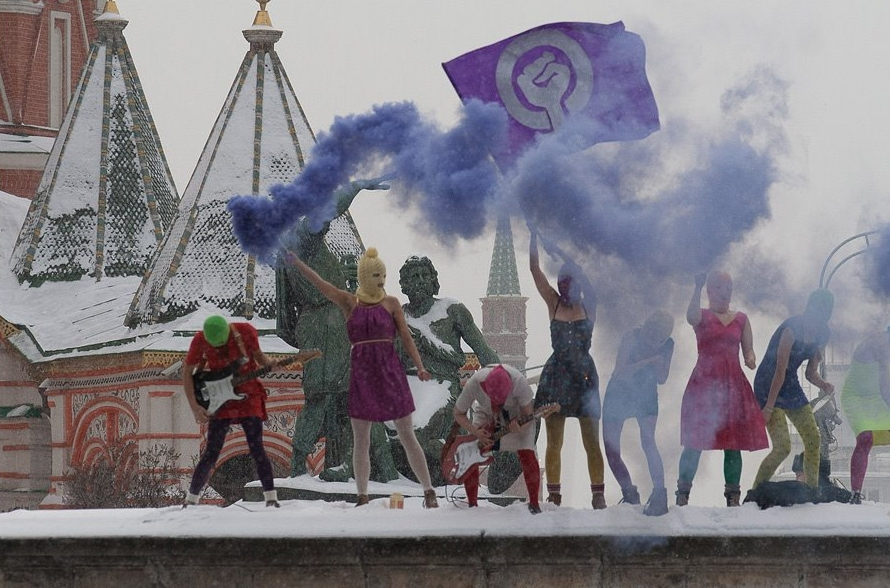
Выступление Pussy Riot на Красной площади 20 января 2012 года

По словам Дианы она познакомилась с участницами Pussy Riot на репетиционной точке, где сама работала над музыкой, и по наводке общих знакомых начала писать для них аранжировки. В дальнейшем по приглашению Екатерины Самуцевич и Надежды Толоконниковой она поучаствовала и в выступлении группы на Лобном месте: «Я присоединилась к группе при подготовке к акции на Красной площади. Пришли девчонки — мы записали песню „Как в красной тюрьме“». Тогда же Диана как художник начинает проводить акции и высказывания, как сольно, так и составе разных художественных групп (Pussy Riot, «Припой»), часто переплетая арт-инсталяцию и перфоманс со своей музыкальной деятельностью.
Совместно с Марией Алехиной, Надеждой Толоконниковой и Екатериной Самуцевич она анонимно провела акцию панк-молебна Pussy Riot «Богородица, Путина прогони!» прошедшую 21 февраля 2012 года в храме Христа Спасителя, и вызвавшую широкий общественный резонанс, переросший в уголовное дело. Буркот, в отличие от остальных участниц, удалось сохранить анонимность и избежать уголовного преследования. Впоследствии по истечении срока давности по уголовному делу её личность была раскрыта в одном из интервью Надеждой Толоконниковой.
Начиная с 2018 года запустила проект, состоящий из серии видеороликов-высказываний под общим названием «Кровью и потом», снятые совместно с видео-художником Екатериной Фроловой. В работе над новеллами были задействованы ряд перформеров по принципу: один герой — одна новелла, посвящённая своему травматическому опыту. Проект в виде видео-инсталяций демонстрировался в московских МАММ и «Гараже» в 2018—2019 годах, а также в Свигрум галерее в Рейкьявике в 2023 году. Видеоработы проекта частично были выложены в свободный доступ на Colta.ru в соцсетях Буркот и на YouTube канале rosemary loves a blackberry.
28 сентября 2019 года Буркот приняла участие в подготовке к иммерсивному спектаклю Театра Груз 300 «Рейв № 228», в котором также участвовали художники Саша Старость, Катрин Ненашева и другие. Первый же показ был сорван сотрудниками полиции.
15 октября 2020 года была задержана полицией в связи с участием в проведенной Pussy Riot антигомофобной акции 7 октября. Вечером того же дня была отпущена из отделения полиции с протоколом по статье о нарушении правил участия в акции.

## Дискография

### Студийные альбомы
Фанни Каплан
- Пластилин (2014)
- Self-titled (2016)

rosemary loves a blackberry
- ❤️ (2017)
- snowfake (2018)
- weirdberry ext. (2020—2021)
- +4 (2022)

Wardra
- Ancestor Of The New World (2018)

## Награды и признание
- Номиниация на премию «Дебют» музыкальной премии «Степной волк» в 2014 году, в составе Фанни Каплан[44][45].
- Номинация на премию Сергея Курёхина в 2017 году за сольный проект Rosemary Loves a Blackberry[46][47].
- Премия Вуди Гатри (2023) (в составе Pussy Riot)[48]
- Почетный доктор литературы (2023) – Кентский университет[49]